# Topoľnica
Topoľnica (Hongaars: Tósnyárasd) is een Slowaakse gemeente in de regio Trnava, en maakt deel uit van het district Galanta.
Topoľnica telt 842 inwoners. De meerderheid van de bevolking is etnisch Hongaar.
In 2011 had de gemeente  807 inwoners,  405 Hongaren en 392 Slowaken.